# فیلم‌نت
فیلم‌نت یک سامانهٔ نمایش درخواستی (VOD) اشتراکی ایرانی آنلاین برای پخش فیلم و سریال است که در سال ۱۳۹۳ تأسیس شده و از طریق آن می‌توان به سریال‌ها، فیلم‌ها و انیمیشن‌های ایرانی و خارجی دسترسی پیدا کرد.

## تاریخچه
فیلم‌نت در ۱۳۹۳ با مدیریت و سرمایه‌گذاری محمد صراف آغاز به کار کرد. با راه‌اندازی فیلم‌نت، این پلتفرم در کنار فیلیمو و نماوا سه بازیگر عمدهٔ صنعت سامانه‌های نمایش درخواستی ایران شدند. در حال حاضر شرکت گلرنگ سهام‌دار اصلی فیلم‌نت است و مالکیت بخشی دیگر از سهام این سامانه به علی سرتیپی تعلق دارد. سرتیپی اکنون مدیر عامل فیلم‌نت است و محمد صراف که فیلم‌نت را تأسیس کرده، جزو سهام‌داران آن است.

## محتواهای اختصاصی
| نام                   | ژانر                 | سال پخش    | تعداد فصل/قسمت | کارگردان          | تهیه‌کننده               |
| --------------------- | -------------------- | ---------- | -------------- | ----------------- | ----------------------- |
| بندبازی               | استعدادیابی          | ۱۴۰۰       | ۱ ف / ۳۱ ق     | نیما بابک         |                         |
| آنها                  | ترسناک               | ۱۴۰۰       | ۱ ف / ۱۱ ق     | مهدی آقاجانی      | پرویز پرستویی           |
| راز بقا               | کمدی                 | ۱۴۰۰       | ۱ ف / ۱۷ ق     | سعید آقاخانی      | سید مصطفی احمدی         |
| شب‌آهنگی               | تاک‌شو سرگرمی         | ۱۴۰۳–۱۴۰۰  | ۳ ف / ۹۱ ق     | حامد آهنگی        | محمدرضا صابری           |
| آوای جادویی           | استعدادیابی          | ۱۴۰۱       | ۱ ف / ۱۹ ق     |                   | محمد طهرانی             |
| دیو و ماه‌پیشونی       | فانتزی کمدی          | ۱۴۰۱       | ۱ ف / ۱۵ ق     | حسین قناعت        | مهدی یاری               |
| شهرک کلیله و دمنه     | عروسکی               | ۱۴۰۱       | ۱ ف / ۱۱ ق     | مرضیه برومند      | سید مصطفی احمدی         |
| آفتاب‌پرست             | کمدی                 | ۱۴۰۱       | ۱ ف / ۱۵ ق     | برزو نیک‌نژاد      | سید مصطفی احمدی         |
| خون‌سرد                | جنایی پلیسی          | ۱۴۰۱       | ۱ ف / ۱۸ ق     | امیرحسین ترابی    | بهمن کامیار             |
| پوست شیر              | درام جنایی معمایی    | ۱۴۰۱       | ۳ ف / ۲۴ ق     | جمشید محمودی      | نوید محمودی             |
| پدرخوانده             | رئالیتی‌شو            | ۱۴۰۱-۱۴۰۳  | ۳ ف / ۵۳ ق     | سعید ابوطالب      | سعید ابوطالب            |
| سیاه‌چاله              | کمدی                 | ۱۴۰۲       | ۱ ف / ۱۱ ق     | حسین نمازی        | سعید خانی               |
| قهوه ترک              | درام ماجرایی عاشقانه | ۱۴۰۲       | ۱ ف / ۱۸ ق     | علیرضا امینی      | محمد شایسته             |
| فوفو مسافری از کامادو | کمدی فانتزی          | ۱۴۰۲       | ۱ ف / ۱۵ ق     | میثم معراجی       | حسین بهمنی              |
| مرداب                 | درام معمایی          | ۱۴۰۲       | ۱ ف / ۲۰ ق     | برزو نیک‌نژاد      | محمد شایسته             |
| دفتر یادداشت          | کمدی جنایی           | ۱۴۰۲       | ۱ ف / ۱۶ ق     | کیارش اسدی‌زاده    | حسین اکبری              |
| آمرلی (عربی)          | درام                 | ۱۴۰۲       | ۱ ف / ۱۵ ق     | احمد ابراهیم احمد | امیرمهدی پوروزیری       |
| افعی تهران            | درام جنایی معمایی    | ۱۴۰۲       | ۱ ف / ۱۴ ق     | سامان مقدم        | جواد فرحانی             |
| در انتهای شب          | رمانتیک درام         | ۱۴۰۳       | ۱ ف / ۹ ق      | آیدا پناهنده      | محمد یمینی              |
| داریوش                | درام                 | ۱۴۰۳       | ۱ ف / ۱۳ ق     | هادی حجازی‌فر      | نوید محمودی             |
| گردن‌زنی               | درام معمایی جنایی    | ۱۴۰۳       | ۱ ف / ۱۵ ق     | سامان سالور       | علی قربان‌زاده           |
| قهوه پدری             | کمدی                 | ۱۴۰۳       | ۱ف / ۱۷ق       | مهران مدیری       | جواد فرحانی             |
| عیدی HD               | تاک‌شو سرگرمی         | ۱۴۰۳       | ۱ ف / ۱۰ ق     | امین کفاش‌زاده     | امیرحسین قیاسی          |
| سرگیجه                | رئالیتی‌شو            | ۱۴۰۳       | ۵ ف / ۱۵ ق     | محمد حاتمی        | مهدی مستوفی             |
| ۳۵ میلیمتری           | تاک‌شو                | ۱۴۰۳       | ۱ ف / ۱۴ ق     | سارا کلاله        | احسان ظلی‌پور            |
| دختران کوچه غم        | درام                 | ۱۴۰۳       | ۱ف / ۳ ق       | علی جعفرآبادی     | مهدی فرجی و جلیل شعبانی |
| جان سخت               | درام                 | ۱۴۰۳- ۱۴۰۴ | ۱ف / ۱۹ ق      | مصطفی تقی زاده    | سعید خانی               |
| مسابقه مافیا دن       | رئالیتی شو           | ۱۴۰۳-۱۴۰۴  | ا ف/۱۶ ق       | محمدرضا درخشان    | محمدجواد سلطانی         |
| خجالت نکش ۲           | کمدی رمانتیک         | ۱۴۰۴       | ۱ ف / ۸ق       | رضا مقصودی        | سید امیر پروین حسینی    |
| وحشی                  | معمایی درام          | ۱۴۰۴       | ۱ف / ۸ق        | هومن سیدی         | محمدرضا صابری           |
| اجل معلق              | کمدی فانتزی          | ۱۴۰۴       | ا ف/ ۲۰ ق      | عادل تبریزی       | سید ابراهیم عامریان     |
| کارناوال              | رئالیتی شو           | ۱۴۰۴       | ۱ ف/۲۴ ق       | رامبد جوان        | محمد شریفی              |
| از یاد رفته           | درام                 | ۱۴۰۴       |                | برزو نیک‌نژاد      | مجتبی وحیدی             |